# Volvo 780
El Coupé 780 de dos puertas fue uno de los modelos más exclusivos de Volvo. Básicamente perteneciente a la serie 700, aunque sólo tenía en común el piso con sus compañeros de 4 puertas. No compartía ninguno de los paneles de carrocería superior. 
Se presentó en el Salón del Automóvil de Ginebra en 1985, y venía a ocupar el hueco dejado por su predecesor el 262 C, y como él, estaba construido por Carrozzeria Bertone de Turín. La forma recordaba a la del 740, pero con un diseño más bajo y ventana tres cuartos y trasera más clásicos. 
El motor inicialmente fue el B280F, el mismo V6 a 90° de 150 CV de origen PRV (Peugeot-Renault-Volvo), que luego fue completado por el B230 FT "+" del 760 Turbo, capaz de dar 175 CV de sus cuatro cilindros 2 válvulas, de 2.3 litros. En algunos mercados se lanzó con el motor B204GT, de la misma familia (bloque rojo) que el anterior, pero con culata de 16 válvulas y ejes de equilibrado cotrarrotantes, capaz de producir 200 CV, el mismo que equipaban los 740 Turbo 16V. Cuando se introdujo el eje trasero "Multi-link" en el 760, el 780 se benefició de ello.
En algún mercado como Italia se ofreció con el motor turbodiésel de origen VW, de 6 cilindros y 2.4 L, de 129 CV. La producción terminó en 1991.